# Afran Ismayilov
Pour les articles homonymes, voir Ismayilov.
Afran Ismayilov (en azéri : Əfran İsmayılov), né le 8 octobre 1988 à Bakou en RSS d'Azerbaïdjan, est un footballeur international azerbaïdjanais, qui évolue au poste de milieu de terrain.

## Biographie

### Carrière de joueur
Afran Ismayilov dispute un match en Ligue des champions et 17 matchs en Ligue Europa, pour 6 buts inscrits.

### Carrière internationale
Afran Ismayilov compte 24 sélections et 1 but avec l'équipe d'Azerbaïdjan depuis 2010. 
Il est convoqué pour la première fois par le sélectionneur national Berti Vogts pour un match amical contre la Jordanie le 25 février 2010, où il marque son premier but en sélection (victoire 2-0).

## Palmarès
- Champion d'Azerbaïdjan en 2016, 2017 et 2018
- Coupe d'Azerbaidjan en 2016 et 2017